# Golfe de Hauraki

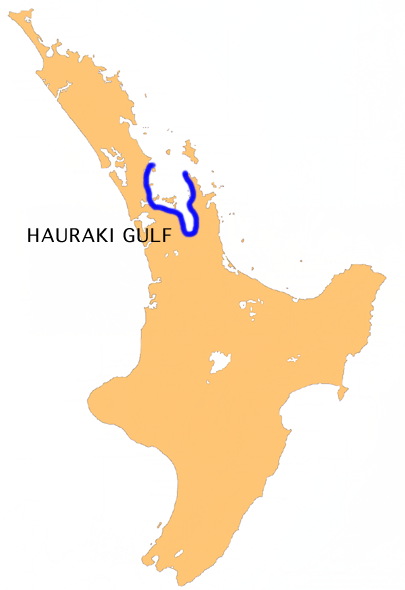
Localisation du golfe sur une carte de l'île du Nord

Le golfe de Hauraki est situé au nord de l'île du Nord de la Nouvelle-Zélande, entre Auckland, la péninsule Coromandel et les plaines de Hauraki (en). « Hauraki » est le mot maori pour « vent du nord ».

## Géographie

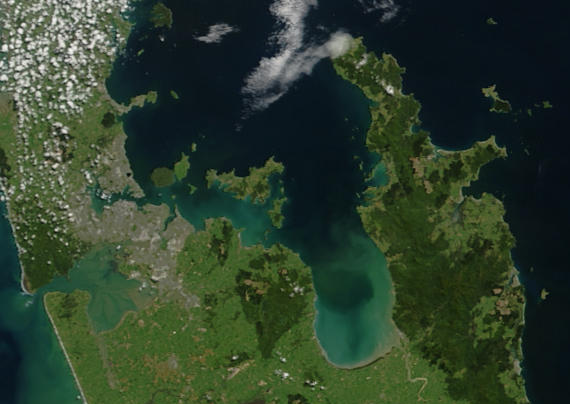
Vue satellite du golfe

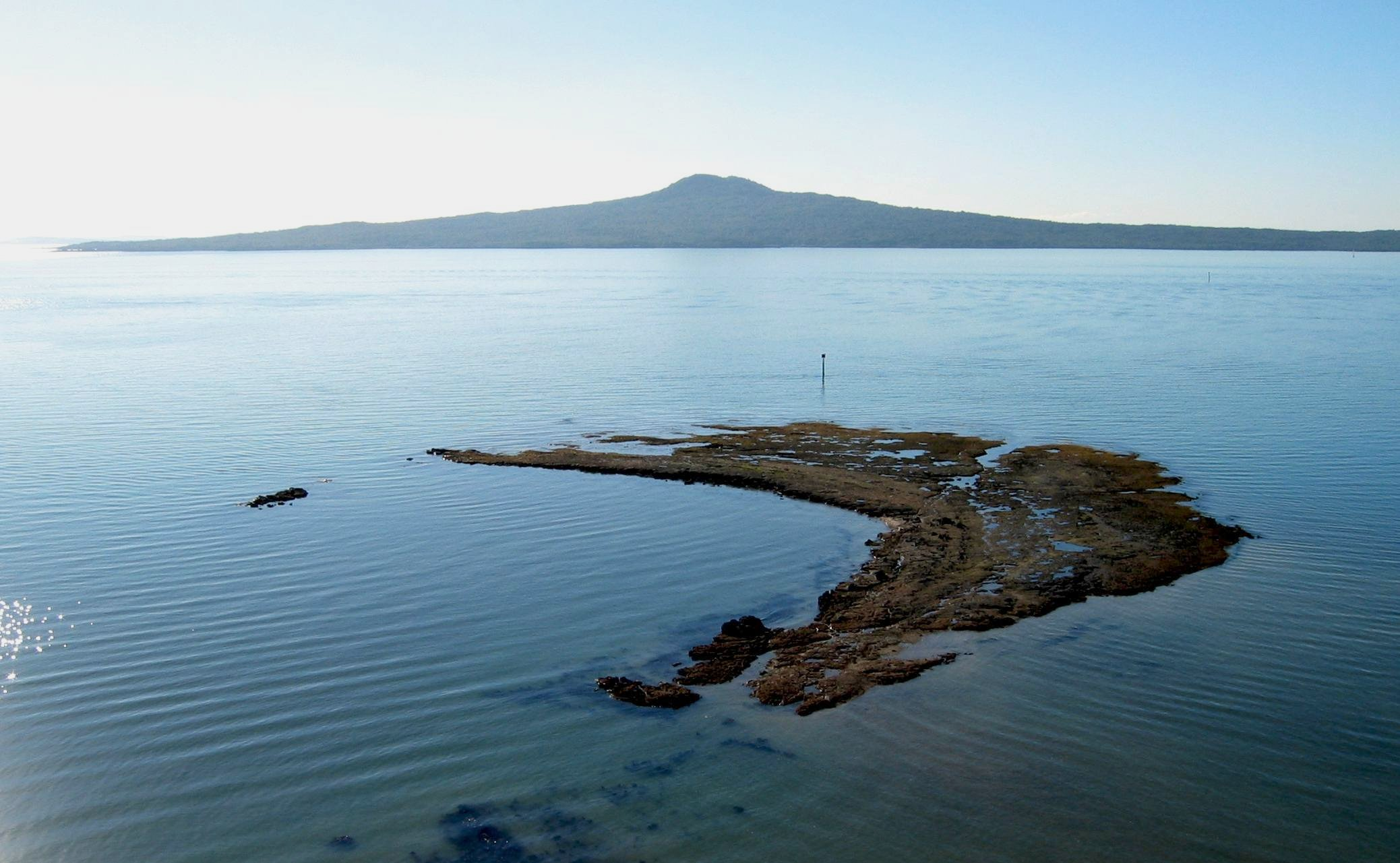
Vue de l'île de Rangitoto

### Golfe
Le golfe fait partie de l'océan Pacifique, qu'on voit continuer au nord et est. Il est protégé du Pacifique par les îles de la Grande Barrière et de la Petite Barrière au nord et par la péninsule de Coromandel longue de 80 km, à l'est.
Trois grands détroits lient le golfe au Pacifique : détroit de Colville entre la péninsule Coromandel et la île de la Grande Barrière, détroit de Cradock (en), entre les deux îles, et le détroit de Jellicoe (en) entre l'île de la Petite Barrière et la péninsule nord d'Auckland. Au nord d'Auckland on trouve plusieurs péninsules qui s'avancent dans le golfe, notamment Whangaparaoa. L'île Tiritiri Matangi est près du bout de cette péninsule. Plus au nord on trouve l'île Kawau sous la péninsule Tawharanui.
On trouve plusieurs plages dans le golfe, beaucoup d'entre elles très connues pour la natation et le surf.
Pendant la dernière période glaciaire le golfe était terre ferme, le niveau de la mer étant alors environ 100 m plus bas qu'aujourd'hui.

### Îles
Dans l'ouest du golfe on trouve une rangée d'îles à l'embouchure du port de Waitemata, l'un des deux ports d'Auckland. La rangée d'îles inclut les îles Ponui, Waiheke, Tiritiri Matangi et l'île Rangitoto (volcan éteint), liée à l'île Motutapu par un pont. Ces îles sont séparées de l'île du Nord par le détroit de Tamaki et le détroit de Rangitoto (en).
On y trouve également les îles: île Browns ou Motukorea (en), île Motuihe (en), île Pakihi (en), île Pakatoa (en), île Rakino (en) et île Rotoroa (en) dans l'intérieur du golfe, les  îles Motukawao (en) et l'île Whanganui (en) du côté sous le vent de la péninsule Coromandel, et l'île Channel (en) au bord extérieur du golfe.

### Firth of Thames
Au sud du golfe de Hauraki on trouve le Firth of Thames. Derrière on trouve les plaines de Hauraki (en), formées par le fleuve Waihou et Piako. Les monts Hunua (en) et la péninsule de Coromandel s'élèvent de part et d'autre du Firth of Thames.